# Benoitia upembana
Espèce
Synonymes
- Agelena upembana Roewer, 1955

Benoitia upembana est une espèce d'araignées aranéomorphes de la famille des Agelenidae.

## Distribution
Cette espèce est endémique du Congo-Kinshasa.

## Description
Le mâle mesure 11 mm et la femelle 12,5 mm.

## Étymologie
Son nom d'espèce lui a été donné en référence au lieu de sa découverte, le parc national de l'Upemba.

## Publication originale
- Roewer, 1955 : Araneae Lycosaeformia I. (Agelenidae, Hahniidae, Pisauridae) mit Berücksichtigung aller Arten der äthiopischen Region. Exploration du Parc National de l'Upemba Mission G. F. De Witte, vol. 30, p. 1-420.